# ATS-28 광양
ATS-28 광양(光陽)은 대한민국 해군의 구난함이다.

## 역사
1996년 대한민국 해군은 미국의 이든턴급 구난함인 USS 뷰포트 (ATS-2)와 USS 브룬스윅 (ATS-3) 2척을 중고로 매입하였다. 각각 ATS-27 평택, ATS-28 광양으로 새로 이름지어졌다. 2010년 천안함 사건 당시 구조에 투입되었다. 2015년 3월 31일 퇴역하였다.

## 함상감압실
광양함에는 함상감압실이 있다. 기압을 천천히 높이는 방으로, 잠수병을 1차적으로 치료해 준다. 그 후 군병원으로 이송된다.

## 같이 보기
- 살보함 - 천안함 구조에 참여한 미군의 구난함이다.
- ATS-27 평택
- ATS-32 광양: 구 광양함의 퇴역후 2015년 새롭게 건조 진수 명명한 함명이다